# Tenthredopsis stigma

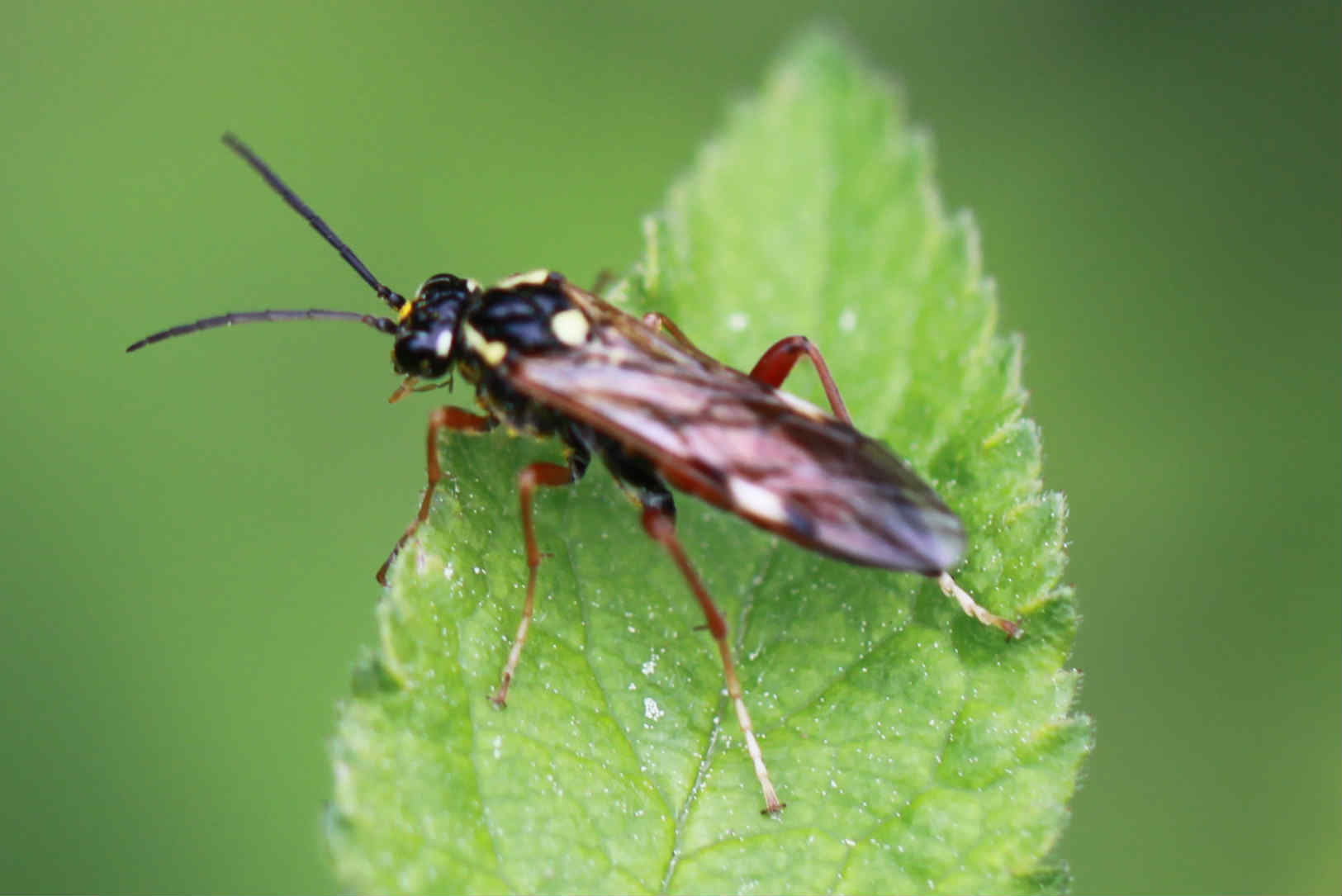
Tenthredopsis stigma, Weibchen

Tenthredopsis stigma ist eine Blattwespe aus der Unterfamilie Tenthredininae.

## Merkmale
Die Art erreicht eine Körperlänge von 11–12 mm. Die Pflanzenwespen sind überwiegend schwarz gefärbt. Die Seiten des Pronotum, die Tegulae sowie das Scutellum (Schildchen) sind hellgelb. Die 3. bis 6. Tergite des Hinterleibs sind rot gefärbt. Die transparenten Flügel besitzen ein gelbes Stigma. Die roten Beine besitzen schwarze Coxa. Die Tarsen sind hellrot bis weiß gefärbt.

## Verbreitung
Die Art kommt in der westlichen Paläarktis vor. In Europa ist sie in Mittel- und Südeuropa vertreten. Die Art fehlt auf den Britischen Inseln sowie in Skandinavien.

## Lebensweise
Das typische Habitat von Tenthredopsis stigma bilden Waldränder und Hecken. Die Pflanzenwespen beobachtet man insbesondere im Frühjahr in den Monaten April und Mai. Die Larven findet man an Süßgräsern (Poaceae).